# Mesotype albofasciata
Mesotype albofasciata là một loài bướm đêm trong họ Geometridae.